# François De Meersman
Pour les articles homonymes, voir Meersman.
François De Meersman, né à Bruxelles le 2 février 1830 mort à Ixelles le 30 janvier 1893, est un graveur belge.
Récipiendaire d'une médaille d'or au Salon de Bruxelles de 1881, dix gravures de l'artiste sont conservées au Rijksmuseum Amsterdam.

## Biographie

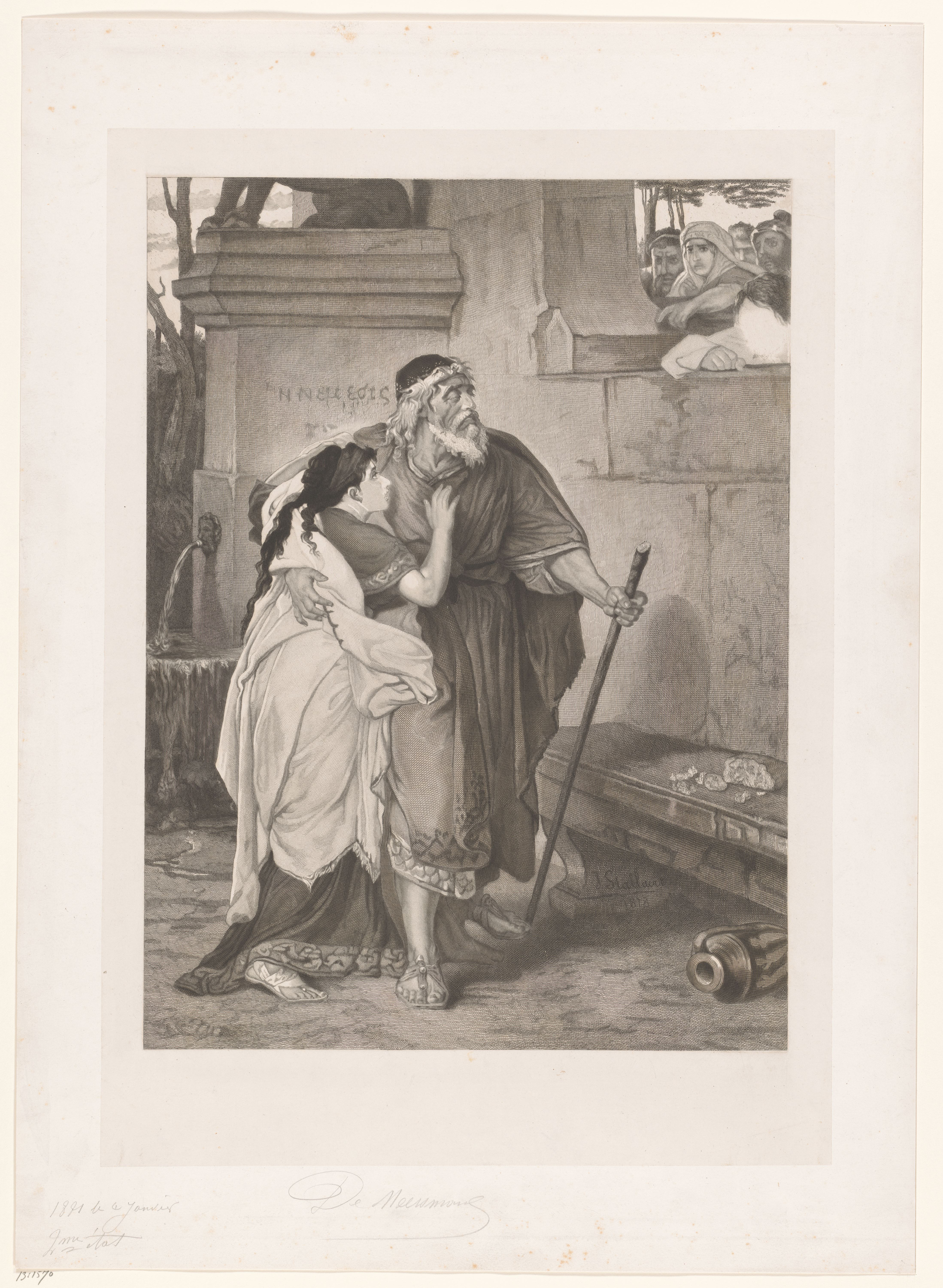
Œdipe aveugle conduit par Antigone, gravure de François De Meersman d'après le tableau de Joseph Stallaert, médaille d'or au Salon de Bruxelles de 1881.

### Famille
François De Meersman, né au Borgval à Bruxelles le 2 février 1830, est le fils de Jean De Meersman (1779-1852), menuisier, né à Alost, et de Pétronille Vanden Bergh (1788-1857), née à Merchtem, mariés à Bruxelles le 4 janvier 1824. Le 8 septembre 1857, il épouse à Ixelles, Hélène Catherine De Pauw, née à Ixelles le 28 juin 1832.

### Formation
François De Meersman est étudiant à l'École royale de gravure de Bruxelles, où il est formé en gravure par Luigi Calamatta.

### Carrière
François De Meersman commence à participer aux expositions triennales belges au Salon de Bruxelles de 1854. Il est également présent aux Salons de Paris de 1855 et 1884. Au Salon de Bruxelles de 1881, il obtient l'unique médaille d'or récompensant la gravure pour Œdipe et Antigone, d'après le tableau de Joseph Stallaert appartenant au roi Léopold II.
François De Meersman meurt, à l'âge de 62 ans, le 30 janvier 1893, en son domicile rue de Venise no 6 à Ixelles.

## Œuvre

### Caractéristiques
L'œuvre de François De Meersman relève exclusivement du domaine de la gravure. Il reproduit en gravures plusieurs maîtres anciens, comme Le Corrège, Raphaël, Le Sodoma, Juan Pantoja de la Cruz, Rembrandt, Gaspard de Crayer, Vélasquez, Andrea Mantegna et Hyacinthe Rigaud. Il grave également d'après les tableaux d'artistes belges contemporains comme Jean-François Portaels, Joseph Stallaert, Gustave Wappers ou encore François-Joseph Navez. Parmi ses œuvres, plusieurs gravures sont également le fruit de sa propre création, comme les portraits de notabilités belges.

### Galerie de gravures

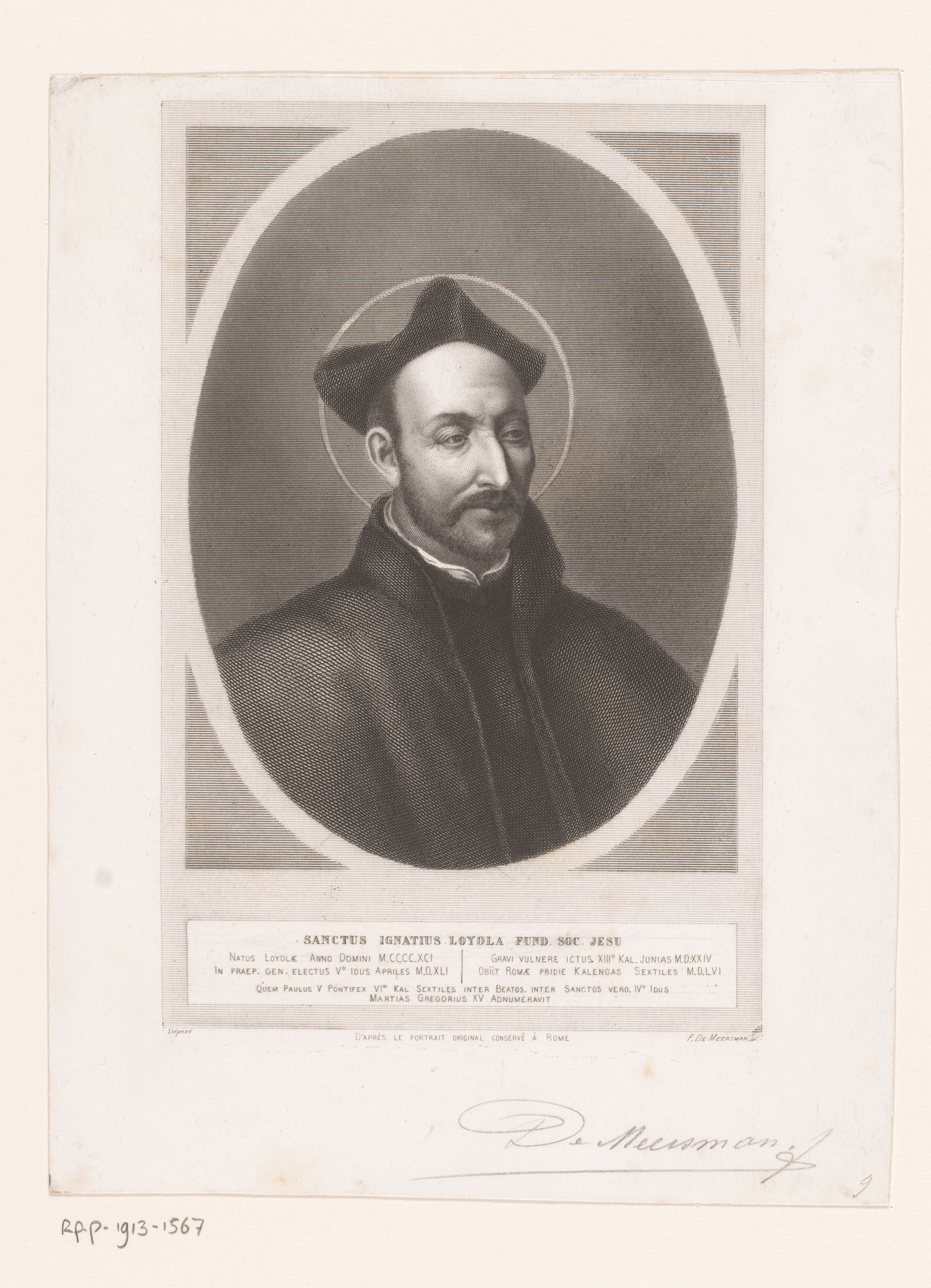
Saint Ignace de Loyola.
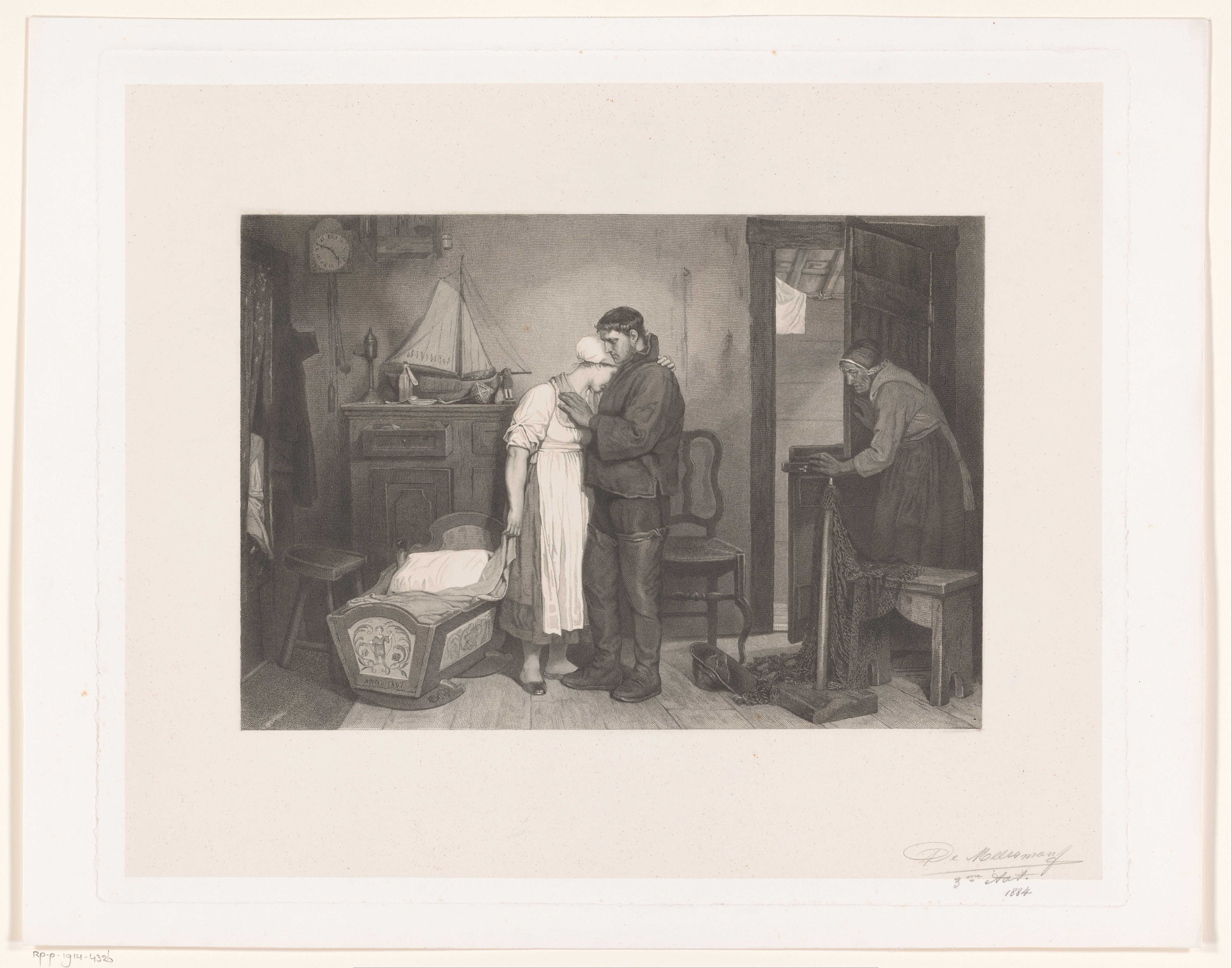
Intérieur de pêcheur avec un couple en deuil devant un berceau vide (1884).
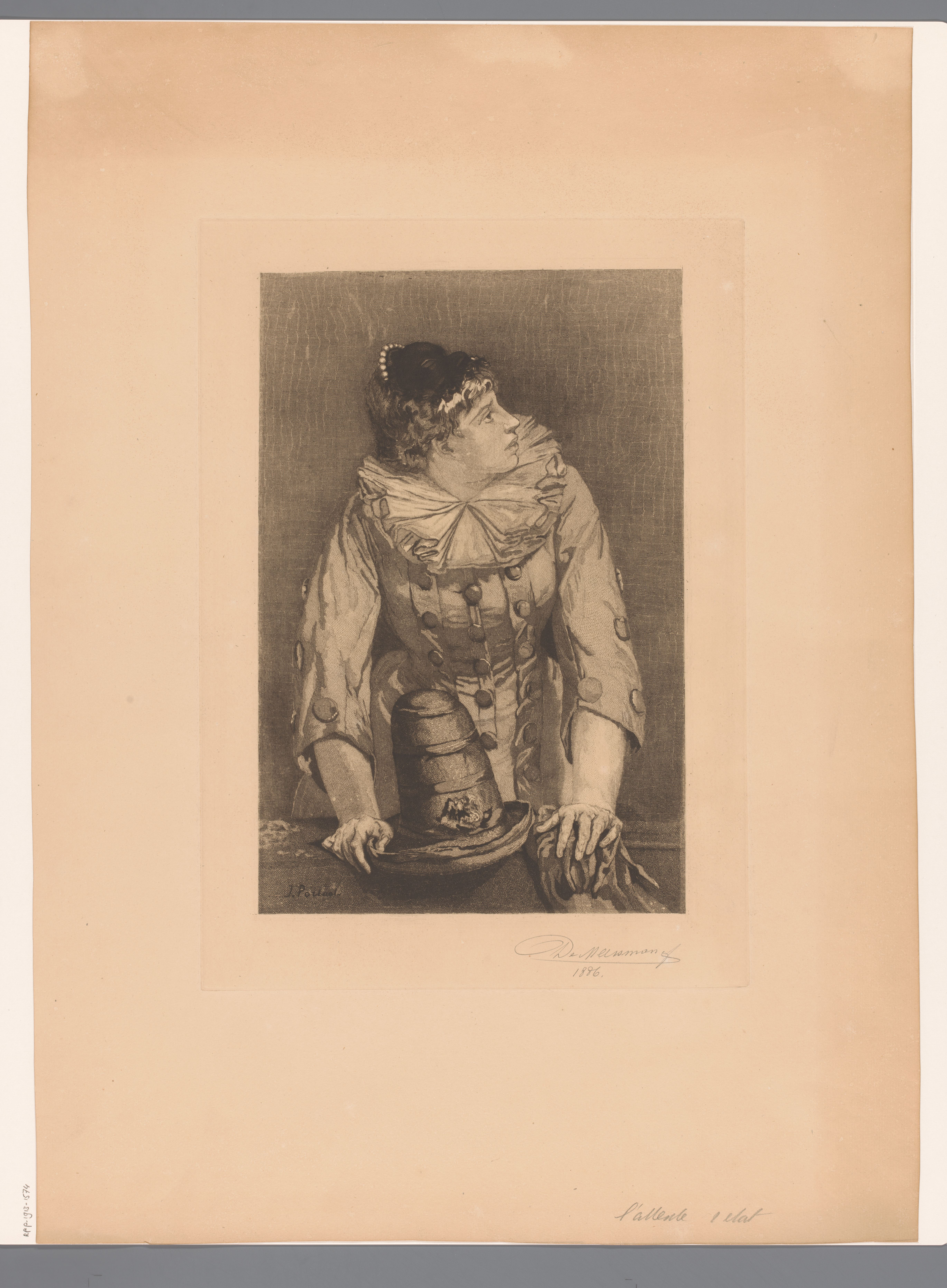
Femme habillée en clown avec un chapeau dans la main.
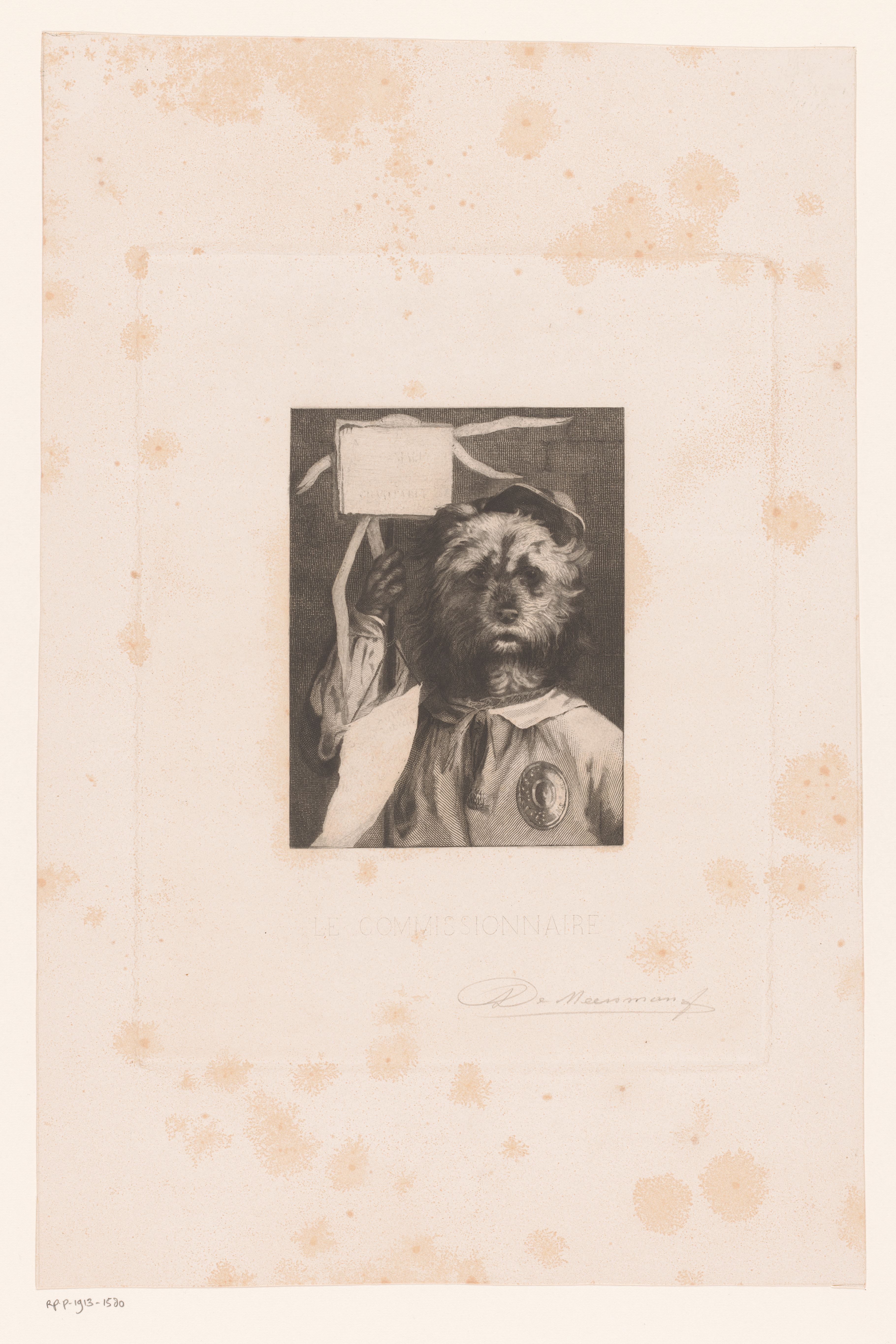
Chien habillé avec une bannière.

### Expositions

#### Expositions triennales belges
- Salon de Bruxelles de 1854 : Portrait de Gérard Edelinck, d'après Hyacinthe Rigaud, Portrait de Philippe II, gravure d'après Juan Pantoja de la Cruz, Saint Jean dans le désert, gravure et Portrait d'Auguste-Donat De Hemptinne, d'après François-Joseph Navez[8].
- Salon d'Anvers de 1855 : Portrait de Philippe II, gravure d'après Juan Pantoja de la Cruz, Saint Jean dans le désert, gravure et Portrait d'Auguste-Donat De Hemptinne, d'après François-Joseph Navez[9].
- Salon de Bruxelles de 1860 : cinq gravures au burin : Roxane, d'après Le Sodoma, Danaé, d'après Le Corrège, Tête de jeune fille d'après Raphaël, Tête de jeune fille d'après Rembrandt et Portrait, d'après Andrea Mantegna[10].
- Salon d'Anvers de 1861 : six gravures au burin : Roxane, d'après Le Sodoma, Danaé, d'après Le Corrège, Tête de jeune fille d'après Raphaël, Tête de jeune fille d'après Rembrandt, Tête de jeune fille d'après Vélasquez et Portrait, d'après Andrea Mantegna[11].
- Salon de Bruxelles de 1863 : Les Derniers moments de Christophe Colomb, gravure d'après Gustave Wappers[12].
- Salon d'Anvers de 1864 : Les Derniers moments de Christophe Colomb, gravure d'après Gustave Wappers[13].
- Salon de Bruxelles de 1866 : un cadre contenant les portraits gravés de M. Arendt et de M. R* et La Toilette de la Vierge, dessin d'après le tableau de Gaspard de Crayer[14].
- Salon d'Anvers de 1870 : La Vierge parée par les anges gravure d'après Gaspard de Crayer[15].
- Salon de Bruxelles de 1872 : Jours de tristesse, dessin d'après le tableau d'Henri Bource et deux gravures représentant Antoine Spring et d'Henri Eugène Lucien Gaëtan Coemans (membre de l'Académie royale des Sciences et des Lettres de Belgique[16].
- Salon d'Anvers de 1873 : Jours de tristesse, gravure d'après le tableau d'Henri Bource et cinq gravures représentant Antoine Spring, Henri Eugène Lucien Gaëtan Coemans, Pierre-Jean Beckx, Étienne de Gerlache et Sylvain Van de Weyer[17].
- Salon de Bruxelles de 1875 : La Chair à canon, eau forte d'après Antoine Wiertz et un cadre contenant cinq gravures au burin représentant les portraits d'Ignace de Loyola, du baron Jean-Charles della Faille, d'après van Dyck, de Pierre-Jean Beckx, du baron Étienne de Gerlache et de Sylvain Van de Weyer[18].
- Salon de Bruxelles de 1881 : Œdipe et Antigone, d'après le tableau de Joseph Stallaert [19].
- Salon de Bruxelles de 1887 : Mignon, et L'Appel, gravures d'après Jean-François Portaels[20].

#### Expositions européennes
- Salon de Paris de 1855 : Portrait de Gérard Edelinck, gravure d’après Hyacinthe Rigaud[5].
- Salon de Paris de 1884 : Un triste retour, gravure d'après Henri Bource[5].

### Collections muséales
- Musée royal des Beaux-Arts d'Anvers : Œdipe aveugle conduit par Antigone, gravure d'après le tableau de Joseph Stallaert, encre sur papier, format 81 × 59,6 cm, inventaire no 1823bis/16[21].
- Rijksmuseum Amsterdam : quinze gravures[22].